# Phataginus
Phataginus – rodzaj ssaków z rodziny łuskowcowatych (Manidae). 

## Rozmieszczenie geograficzne
Rodzaj obejmuje gatunki występujące w Afryce. 

## Morfologia
Długość ciała 25–43 cm, długość ogona 35–70 cm; długość czaszki 6–9 cm; masa ciała 1,6–3,5 kg. 

## Systematyka
Rodzaj zdefiniował w 1821 roku francusko-amerykański przyrodnik Constantine Samuel Rafinesque w artykule poświęconym rodzajowi Manis opublikowanym na łamach Annales générales des sciences physiques. Rafinesque wymienił dwa gatunki – Manis ceonyx Rafinesque, 1820 (= Manis tetradactyla Linnaeus, 1766) i Manis tricuspis Rafinesque, 1820 – z których gatunkiem typowum jest Manis tricuspis Rafinesque, 1820.

### Etymologia
- Pholidotus: gr. φολιδωτος pholidōtos ‘pokryty pancerzem, łuskowaty’, od φολις pholis, φολιδος pholidos ‘rogowa łuska’[12]. Gatunek typowy (oznaczenie monotypowe): Manis longicaudatus Brisson, 1756 (= Manis tetradactyla Linnaeus, 1758).
- Phataginus (Phatagin): wschodnio-indyjska nazwa phatagin lub phatagen dla łuskowatego zwierzęcia jedzącego mrówki zaadaptowana przez Buffona[13].
- Triglochinopholis: gr. τρι- tri- ‘trój-’, od τρεις treis, τρια tria ‘trzy’; γλωχις glōkhis, γλωχινος glōkhinos ‘punkt, sterczący koniec’; φολις pholis, φολιδος pholidos ‘rogowa łuska’[14]. Gatunek typowy: Fitzinger wymienił trzy gatunki – Manis tricuspis Rafinesque, 1820, Manis multiscuta J.E. Gray, 1843 (= Manis tricuspis Rafinesque, 1820) i Manis tridentata Focillon, 1850 (= Manis tricuspis Rafinesque, 1820) – z których gatunkiem typowym jest Manis tricuspis Rafinesque, 1821.
- Uromanis: gr. ουρα oura ‘ogon’[15]; rodzaj Manis Linnaeus, 1758[7]. Gatunek typowy (oryginalne oznaczenie): Manis longicaudatus Brisson, 1756 (= Manis tetradactyla Linnaeus, 1758).

### Podział systematyczny
Takson tradycyjnie traktowany jako podrodzaj Manis lecz duży dystans genetyczny i różnice morfologiczne przemawiają za jego statusem rodzajowym. Do rodzaju należą następujące gatunki:
| Grafika | Gatunek                  | Autor i rok opisu  | Nazwa zwyczajowa       | Podgatunki         | Rozmieszczenie geograficzne | Podstawowe wymiary                     | Status IUCN |
| ------- | ------------------------ | ------------------ | ---------------------- | ------------------ | --- | -------------------------------------- | ----------- |
|         | Phataginus tetradactylus | (Linnaeus, 1766)   | łuskowiec długoogonowy | gatunek monotypowy | Afryka Zachodnia (od Senegalu na wschód do Ghany) i Środkowa (od Delty Nigru i Kotliny Konga do wschodniej Demokratycznej Republiki Konga; być może północno-zachodnia Angola (Kabinda))                                                   | DC: 30–40 cm DO: 55–70 cm MC: 2–3,5 kg | VU          |
|         | Phataginus tricuspis     | (Rafinesque, 1821) | łuskowiec białobrzuchy | gatunek monotypowy | ciągły zasięg w lasach deszczowych Afryki Zachodniej i Środkowej na wschód do południowo-zachodniej Kenii, na południe do skrajnie zachodniej Tanzanii, północno-zachodniego Zambii i północnej Angoli oraz wyspa Bioko (Gwinea Równikowa) | DC: 25–43 cm DO: 35–62 cm MC: 1,6–3 kg | EN          |

Kategorie IUCN:  VU  – gatunek narażony,  EN  – gatunek zagrożony.